# Stadion MOSiR-u w Pile
Stadion MOSiR-u – wielofunkcyjny stadion w Pile, w Polsce. Został otwarty 26 czerwca 1927 roku. Może pomieścić 20 000 widzów.
Budowa stadionu w Pile (wówczas Schneidemühl) rozpoczęła się w sierpniu 1926 roku, a otwarcie miało miejsce 26 czerwca 1927 roku. Przed II wojną światową ze stadionu korzystał m.in. klub FC Viktoria Schneidemühl. W czasach PRL-u obiekt został rozbudowany. W latach 1990, 1994 oraz 1996 na obiekcie rozgrywane były lekkoatletyczne Mistrzostwa Polski.